# Laurent Joliat
Laurent Joliat (* 4. Oktober 1939 in Courtételle; † 21. November 2023 ebenda) war ein Schweizer Radrennfahrer.

## Sportliche Laufbahn
Joliat war im Strassenradsport aktiv. 1960 wurde er Dritter in der Meisterschaft von Zürich bei den Amateuren. Von 1960 bis 1963 war er Unabhängiger und Berufsfahrer, danach fuhr er wieder als Amateur. Er blieb als Radprofi ohne Erfolge. 1962 gewann er die Tour du Lac Léman. 1964 startete er mit der Nationalmannschaft in der Tunesien-Rundfahrt, die er auf dem 57. Rang beendete. 1963 kam er in der Tour de Suisse auf den 32. Rang.
Nach seiner aktiven Karriere blieb er dem Radsport verbunden. Joloiat war der Begründer der Tour du Jura, die ihm zu Ehren in «Tour du Jura Grand Prix Laurent Joliat» umbenannt wurde.